# Tyrotama taris
Espèce
Tyrotama taris est une espèce d'araignées aranéomorphes de la famille des Hersiliidae.

## Distribution
Cette espèce est endémique du Cap-du-Nord en Afrique du Sud.

## Description
La femelle mesure 8,0 mm.

## Publication originale
- Foord & Dippenaar-Schoeman, 2005 : A revision of the Afrotropical species of Hersiliola Thorell and Tama Simon with the description of a new genus Tyrotama (Araneae: Hersiliidae). African Entomology, vol. 13, p. 255-279.